# Giovanni Cinnamo
Giovanni Cinnamo (in greco Ἰωάννης Κίνναμος? o Κίναμος o Σίνναμος; 1145 circa – dopo il 1185) è stato uno storico bizantino.

## Biografia
Giovanni Cinnamo nacque da una famiglia nobile, fu segretario del basileus Manuele I Comneno (1143-1180). 
Fu testimone oculare di molte campagne di Manuele I Comneno, che egli accompagnava durante le sue campagne militari. Grazie a ciò scrisse una cronaca sull'impero bizantino, abbracciante la storia del reame di Giovanni II Comneno, padre di Manuele I, a partire dal 1118 (quando Giovanni II fu nominato imperatore) fino a quasi tutto il reame di Manuele I, terminato nel 1180, ma Cinnamo non si spinge più avanti del 1176. La sua opera è importante, visto che è parallela a quella del grande storico Niceta Coniata, che scrisse una "Historia", che abbraccia la storia di Bisanzio dal 1118 fino al 1206.
Giovanni Cinnamo fu importante anche sotto il regno di Andronico I Comneno, facendo anche per quest'ultimo le funzioni di segretario. Morì dopo il 1185.

## Edizioni
- (LA)  Ioannis Cinnami Epitome rerum ab Ioanne et Alexio Comnenis gestarum, ed. A. Meineke, (Corpus Scriptorum Historiae Byzantinae), Bonn 1836
- (EL, LA)  Ioannou tou Kinnamou Historion biblia Z accurante et denuo recognoscente J.-P. Migne. (Patrologia Graeca 133) Turnholti: Brepols, 1864
- (EN) John Kinnamos, The Deeds of John and Manuel Comnenus, trans. C.M. Brand, Columbia University press, New York 1976. ISBN 0231 040806
- (RU)  Vizantiiskii istorik Ioann Kinnam o Rusi i narodah Vostocnoi Evropyi: teksty, perevod, kommentarii M.V. Bibikov; pod redaktsiei V. T. Pashuto. (Vizantiniiskie istoriceskie socinenija) Moskva: Ladomir, 1997. ISBN 	5862182292